# Storie di Lucrezia
Le Storie di Lucrezia sono un dipinto a tempera su tavola (80x130 cm) di Sandro Botticelli, databile al 1498 circa e conservato nell'Isabella Stewart Gardner Museum di Boston. La tavola fa coppia con le Storie di Virginia nell'Accademia Carrara di Bergamo.

## Storia

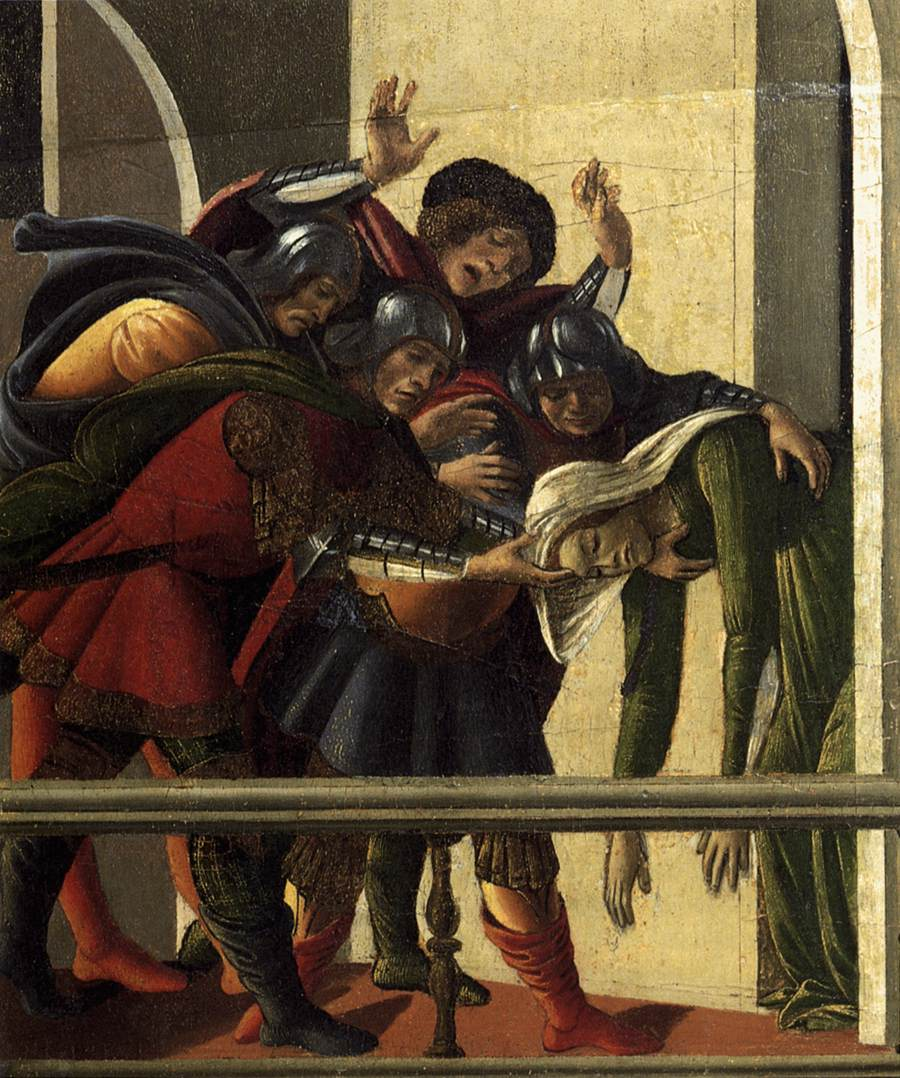
La virtuosa Lucrezia viene trovata senza sensi da suo marito e i suoi compari (dettaglio)

I due pannelli facevano parte di una delle "spalliere" documentate verso il 1500 in casa Vespucci a Firenze (oggi palazzo Incontri).

## Descrizione e stile
La scena ha come tema fondamentale l'onore violato, ispirato al racconto di Tito Livio: Lucrezia, moglie di Collatino, dopo aver subito le violenze sessuali del figlio di Tarquinio il Superbo, Sesto, si suicidò, provocando così la rivolta che portò all'abbattimento della monarchia a Roma. Si tratta di un tema di solito destinato a ambienti privati ad uso femminile, come le camere da letto.
La scena è ambientata in una grandiosa architettura, riccamente decorata come nella Calunnia (altra opera della fase tarda) con una grande arco di trionfo ispirato agli archi del Foro Romano, decorato da bassorilievi e statue dorate (si riconoscono le colonne come nell'arco di Settimio Severo e i Prigionieri Daci come in quello di Costantino), e con una colonna onoraria al centro con la statua di un'altra eroina, Giuditta. Probabilmente il dipinto adombra anche il tema politico della liceità della rivolta contro la dittatura, come suggeriscono i rilievi e la statua di Giuditta, legato alla situazione fiorentina di quegli anni, con la cacciata di Piero il Fatuo e l'instaurarsi della Repubblica savonaroliana.